# Matías Bize
Matías Javier Bize García (Santiago, 9 de agosto de 1979) es un director de cine, productor y guionista chileno. Ha logrado importantes reconocimientos internacionales en la categoría de cine independiente: ganó la Espiga de Oro de la Seminci de Valladolid en 2005 con En la cama y el Goya a la mejor película iberoamericana con La vida de los peces en 2011.

## Biografía
Estudió en el Colegio San Juan Evangelista de Santiago y después en  la Escuela de Cine de Chile.
Sus primeras películas fueron cortos que filmó siendo estudiante: en 1999, Carla y Max y La noche anterior y al año siguiente, La gente está esperando.  En 2002, a los 23 años, cuando aún no se había graduado, dirigió su primer largometraje, Sábado, una película en tiempo real. El corto La noche anterior, que había rodado dos años antes, era una especie de precuela de Sábado: en él trabajan los mismos actores (Blanca Lewin y Víctor Montero) en los mismos papeles. 

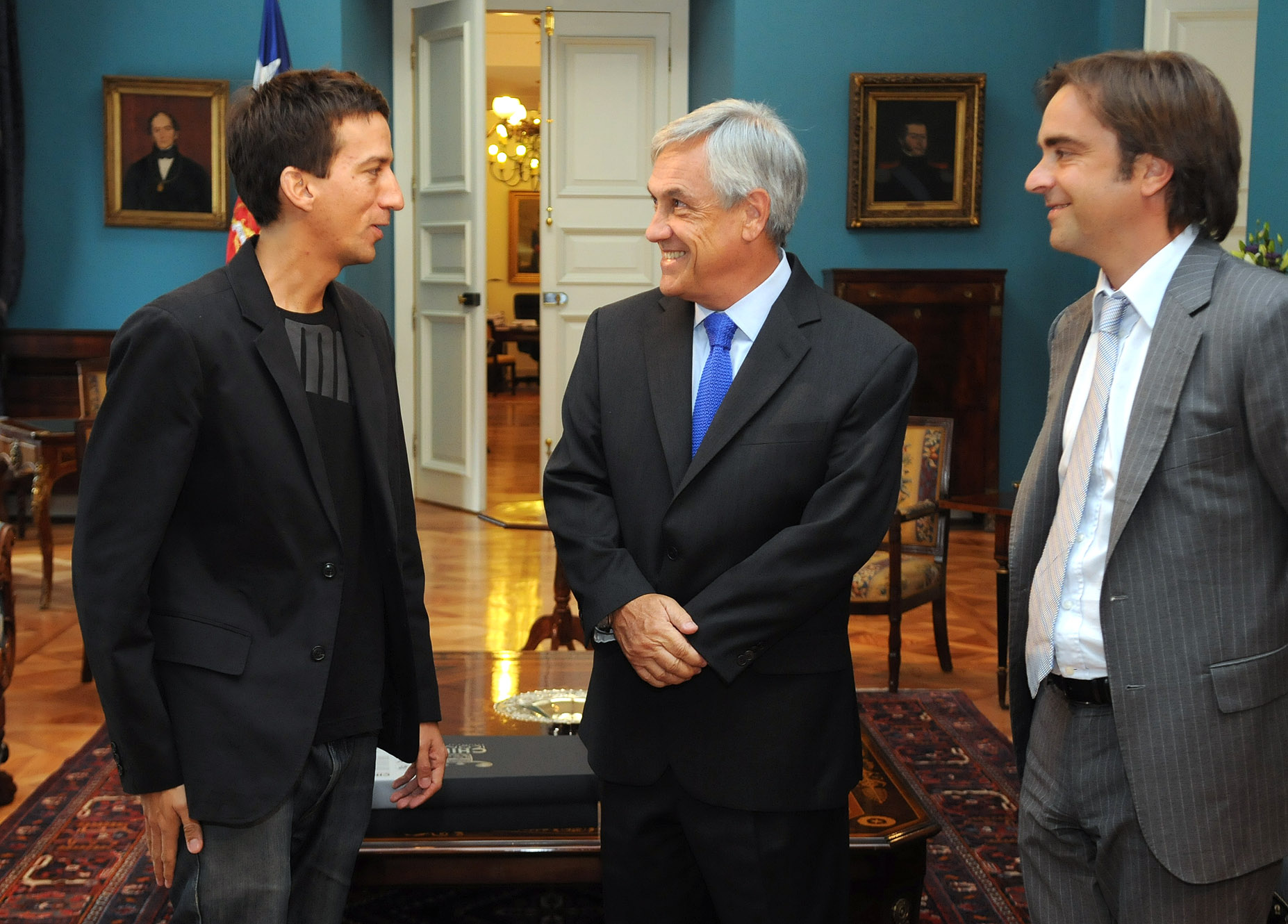
Matías Bize, Sebastián Piñera y Luciano Cruz-Coke en la visita a La Moneda por su Premio Goya.

Sábado, historia trágico-cómica de una boda que a minuto se cancela, se estrenó mundialmente en el Festival Internacional de Cine Mannheim-Heidelberg, donde obtuvo 4 galardones, incluyendo el Premio Rainer Werner Fassbinder. La película se paseó después por otros festivales alrededor el mundo, obteniendo premios y buena crítica.  
Dos años más tarde dirigió el largometraje En la cama, una coproducción chileno-alemana estrenada en el Locarno. Con esta cinta ganó la Espiga de Oro en el Festival Internacional de Cine de Valladolid, convirtiéndose en el director más joven en obtener dicho galardón. En total, el filme obtuvo más de 35 premios internacionales y fue estrenada comercialmente en gran parte del mundo. Mientras, continuaba Bize  haciendo cortos de ficción, así como también videoclips y documentales. 

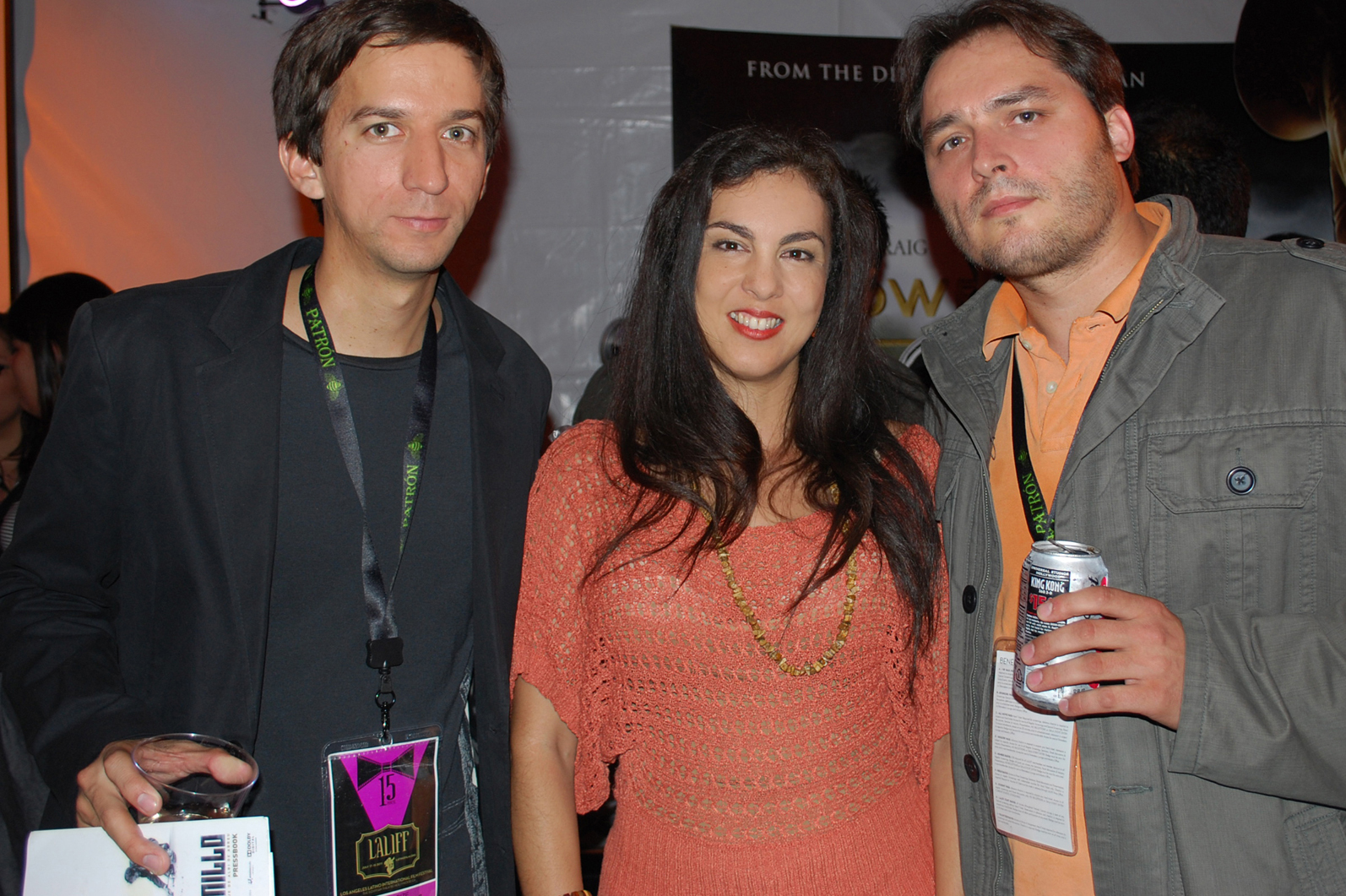
Matías Bize, Jackie Di Crystal y Javier Barbera en LALIFF.

Su tercer largometraje, Lo bueno de llorar, es la historia de una relación de pareja que se acaba. Fue rodado en España y estrenado en Locarno.
Con La vida de los peces Bize se reafirma como director de talla internacional: la Academia de las Artes y las Ciencias Cinematográficas de España la premió con el Goya 2011 a la mejor película extranjera de habla hispana. Además, obtiene el mismo año el premio al mejor director en el festival de cine latino de Los Ángeles (LALIFF).
En 2012 Bize fue seleccionado, junto con otros cinco directores, al nuevo programa de residencia del Festival de Berlín para desarrollar su quinto largometraje, La memoria del agua. El guion de esta coproducción chileno-alemana lo ha escrito junto con Julio Rojas.
En agosto de 2022 contrajo matrimonio con la actriz Tanza Varela.

## Filmografía

### Largometrajes
| Año  | Título               | Director | Guionista | Productor |
| ---- | -------------------- | -------- | --------- | --------- |
| 2002 | Sábado               | ✓        |           | ✓         |
| 2005 | En la cama           | ✓        |           |           |
| 2005 | Juego de verano      | ✓        |           |           |
| 2006 | Lo bueno de llorar   | ✓        | ✓         |           |
| 2010 | La vida de los peces | ✓        | ✓         |           |
| 2015 | La memoria del agua  | ✓        | ✓         |           |
| 2019 | En tu piel           | ✓        |           |           |
| 2022 | Mensajes privados    | ✓        | ✓         |           |
| 2022 | El castigo           | ✓        |           |           |

### Cortometrajes
- 1999 - Carla y Max
- 1999 - La noche anterior
- 2000 - La gente está esperando
- 2005 - Llamando
- 2006 - Confesión
- 2007 - El espejo de sus ojos